# (4088) Baggesen
(4088) Baggesen (1986 GG) – planetoida z grupy pasa głównego asteroid okrążająca Słońce w ciągu 3 lat i 301 dni w średniej odległości 2,44 j.a. Została odkryta 3 kwietnia 1986 roku przez Poula Jensena.